# Народный банк Узбекистана
Народный банк Республики Узбекистан, Халкбанк (узб. O‘zbekiston Respublikasi aksiyadorlik-tijorat ‘‘Xalq banki’’, Ўзбекистон Республикаси акциядорлик-тижорат ‘‘Халқ банки’’) — крупнейший узбекский акционерно-коммерческий банк. Создан Постановлением Кабинета Министров Республики Узбекистан от 4 октября 1995 года № 386 «О преобразовании Узсбербанка в Народный банк Республики Узбекистан». Является первым банком на нынешней территории Республики Узбекистан. Основными целями создания банка провозглашались — создание комплексной банковской системы, привлечение свободных денежных средств населения во вклады, увеличение кредитно-инвестиционных ресурсов для кредитование населения и развития приоритетных отраслей народного хозяйства.
Центральный офис банка расположен в Ташкенте.

## История
1875 — В Ташкенте открылось первое кредитное учреждение (Ташкентское отделение Госбанка Российской Империи), В Ташкенте открылась первая сберкасса. Банк, принимающий денежные средства населения во вклады, является одним из старейших типов банковских учреждений. Первое отделение подобного типа — сберегательная касса, было открыто в 1875 году в Ташкенте. К 1896 году сберегательные кассы открываются во многих крупных городах Туркестанского генерал-губернаторства., таких как Самарканд, Бухара, Хива, Коканд, Маргилан. Основной задачей было привлечение вкладов местного населения и размещение среди них аккредитивов и государственных ценных бумаг. Со временем с дальнейшим расширением сети сберегательных касс, банк начинает выдавать кредиты населению и коллективным хозяйствам.
На территории РСФСР сберегательные кассы были учреждены постановлением СНК РСФСР от 26 декабря 1922 года. Впоследствии Положением о Государственных трудовых сберегательных кассах Союза Советских Социалистических Республик, принятым постановлением ЦИК СССР и СНК СССР 27 ноября 1925 года, были образованы Гострудсберкассы СССР.
Кассы учреждались с целью предоставить населению возможность хранить и накапливать деньги с наращением процентов. Государственные трудовые сберегательные кассы находились в ведении Наркомфина. Наименования: «сберегательная касса» и «сберегательная книжка» были присвоены исключительно государственным трудовым сберегательным кассам и выпускаемым ими книжкам. Никакое иное учреждение, государственное или частное, не могло пользоваться данными наименованиями.
Банк действовал на основе устава, утверждённого Советом Министров СССР 20 ноября 1948 года. До 1963 года сберегательные кассы находились в ведении Министерства финансов СССР. С 1 января 1963 года кредитное учреждение было передано в ведение Госбанка СССР.
Узбекский сберегательный банк (Узсбербанк) был создан в соответствии с Законом № 205-XII «О банках и банковской деятельности», принятым Верховным Советом Узбекской ССР 15 февраля 1991 года, как государственно-коммерческий банк трудовых сбережений и кредитования населения. Узсбербанк являлся правопреемником узбекистанского отделения Сбербанка СССР в соответствии с соглашением «Об общих основах взаимоотношений и расчетах Сбербанка СССР со сберегательными банками республик и государств», подписанным 30 октября 1991 года.
В 1995 году Постановлением Кабинета Министров Узсбербанк был преобразован в Народный банк Республики Узбекистан с первоначальным уставным фондом 100 миллионов сумов. 51 процент акций банка принадлежит Министерству финансов, 49 процентов — Центральному банку Республики Узбекистан.
Постановлением Кабинета Министров от 2 декабря 2004 года № 702-II «О накопительном пенсионном обеспечении граждан» Народный банк определен финансовым агентом по осуществлению мер социальной защиты населения, аккумулирующим средства на индивидуальных накопительных пенсионных счетах.
Постановлением Президента от 16 октября 2008 года «О мерах по дальнейшему увеличению капитализации и повышению инвестиционной активности Государственно-коммерческого Народного банка Республики Узбекистан», уставный капитал Народного банка увеличен до 200,0 млрд сум.
В 2014 году через отделения Народного банка было организовано погашение облигаций узбекского республиканского 12-процентного внутреннего выигрышного займа.
По состоянию на 1 декабря 2023 год банк замыкает пятёрку крупнейших банков Узбекистана.

## Деятельность
Основной деятельностью банка является привлечение во вклады денежных средств населения, а также оказание широкого спектра высококачественных банковских и иных услуг, осуществление кредитно-расчетных и иных банковских операций, с целью получения прибыли от своей деятельности.
В том числе:
- Создание наиболее разветвленной банковской сети, представленной в каждом населенном пункте городской и сельской местности, в том числе на территории каждого коллективного хозяйства, доведение культуры и качества обслуживания клиентов до самых высоких мировых стандартов;
- Широкое привлечения денежных средств населения во вклады, в том числе и в иностранной валюте, путём совершенствования условий и процентных ставок по вкладам для максимальной заинтересованности потенциальных вкладчиков;
- Одним из видов деятельности банка является проведение мгновенных, целевых, многотиражных лотерей, а также выпуск облигаций и их распространение среди населения;
- Выпуск и реализация населению ценных бумаг (чеков, аккредитивов, векселей, сертификатов);
- Кредитование физических и юридических лиц.[10]

Банк обладает крупнейшей на сегодняшний день филиальной сетью в Узбекистане — 196 территориальных и районных (городских) филиалов, 106 центров банковских услуг и 2260 специализированных касс.

## Официальное приложение
Официальным приложением банка является мобильное приложение «Xazna». Приложение выпущено для операционных систем Android и IOS.
В приложении «Xazna» можно совершать конверсию валют, открывать вклады, оплачивать кредиты, открытые в банке, получать деньги  через международную систему переводов "Золотая Корона" на банковскую карточку подключенную к приложению и т.д.

## Официальные страницы Xalq banki
- Официальный сайт банка
- Телеграм канал
- Facebook
- Instagram